# SV-98
SV-98(러시아어: Снайперская винтовка модель 1998, Snaiperskaya Vintovka Model 1998)는 러시아의 블라디미르 스트론스키에 의해 설계된  저격소총이다.
부동형 총열로 설계된 총열은 7.62 × 54 mm R 또는 7.62 × 51 mm NATO를 쓰며, 기본적으로 10발들이 탈착식 탄창을 통해 탄약을 공급한다. 조준기는 고정 7배율의 PKS-07 광학 조준기를 사용하는데, 상황에 따라 다른 것으로 교체할 수 있는 탈착식이다. 목재로 된 개머리판은 가변형 견착대와 빰대를 갖추고 있다. 러시아 경찰과 대테러부대에서 쓰고 있다. 특유한 스왑액션 작동방식으로 인해 빠른 연발 조준사격이 가능한 것이 특징이다.

## 가격
SVD보다 성능이 우수하고 다른 볼트액션 저격총과 가격 비교를 해보면 저렴하여 러시아 경찰과 군대 일부에서 사용 중이다.

## 대중 문화
- - 이스케이프 프롬 타르코프
  - AVA
  - 서든어택
  - 스페셜 포스
  - 배틀필드 시리즈
  - 레인보우 식스 베가스
  - Surviv.io
  - Roblox